# Vice-président de l'Inde
Le vice-président de l'Inde est le second personnage de l'État en Inde après le président. Il exerce les fonctions du président en cas de vacance et jusqu'à ce qu'un nouveau président soit élu ou en cas d'incapacité temporaire, jusqu'à la fin de l'incapacité. En outre, le vice-président est ex officio président de la Rajya Sabha, la chambre haute du Parlement indien.
L'élection du vice-président de l'Inde est distincte de celle du président : il est élu par un collège électoral qui comprend tous les membres de la Lok Sabha et de la Rajya Sabha, au scrutin secret et selon le vote unique transférable.
Jusqu'au début des années 2000, il était de coutume que le vice-président succède, sauf quelques exceptions, au président qui arrivait en fin de mandat. Cette coutume n'a pas été suivie lors des dernières élections présidentielles.

## Élection
Comme le président de l'Inde, pour être vice-président un citoyen indien doit être âgé de plus de 35 ans et ne détenir aucun office rémunéré. Mais alors que les candidats pour la présidence doivent posséder les qualifications nécessaires pour être député de la Lok Sabha, le vice-président doit posséder les qualifications pour les membres de la Rajya Sabha.
Le vice-président est élu pour un mandat de cinq ans au suffrage indirect par un collège électoral composé des membres des deux chambres du Parlement. Le collège électoral est ainsi différent de celui du président car les membres des législatures des États n'en font pas partie. Pour être valide, une candidature à la vice-présidence doit être déposée par 20 membres du collège électoral et soutenue par 20 autres. Chaque candidat effectue un dépôt de sécurité de 15 000 ₹.
L'élection est supervisée par la Commission électorale indienne et a lieu au moins 60 jours avant la fin du mandat du vice-président sortant. Le scrutin a lieu au moyen du vote unique transférable, chaque électeur numérotant les candidats par ordre de préférence.

## Serment
La Constitution de l'Inde prévoit que le vice-président prête le serment suivant devant le président avant d'entrer en fonction :

« I, (nom), do swear in the name of God (or solemnly affirm)that I will bear true faith and allegiance to the Constitution of India as by law established and that I will faithfully discharge the duty upon which I am about to enter. »

— Article 69, Constitution de l'Inde

« Moi, (nom), jure au nom de Dieu (ou affirme solennellement) ma foi et mon allégeance à la Constitution de l'Inde telle qu'établie par la loi et que je remplirai fidèle les devoirs de la charge que je m'apprête à assumer. »

## Fonctions
Le vice-président est ex officio président (Chairman) de la Rajya Sabha, la chambre haute du Parlement.
En cas de vacance de la présidence, le vice-président exerce les fonctions de président par interim jusqu'à l'élection d'un nouveau président qui doit intervenir dans les six mois qui suivent la vacance,. Deux vice-présidents ont ainsi assuré les fonctions de la présidence à la suite du décès du président en exercice : Varahagiri Venkata Giri à la suite du décès de Zakir Hussain (Giri démissionne quelques mois après pour se présenter lui-même à l'élection présidentielle, il est alors remplacé comme président par intérim par le juge en chef) et Basappa Danappa Jatti à la suite du décès de Fakhruddin Ali Ahmed.
De même, le vice-président assume les pouvoirs du président lorsque celui-ci est absent ou dans l'incapacité d'assumer ses devoirs.

## Liste
| Nom (naissance–mort) | Nom (naissance–mort)                 | Nom (naissance–mort) | Début de mandat  | Fin de mandat     | Président                                       |
| -------------------- | ------------------------------------ | -------------------- | ---------------- | ----------------- | ----------------------------------------------- |
| 1                    | Sarvepalli Radhakrishnan (1888–1975) |                      | 13 mai 1952      | 12 mai 1962       | Rajendra Prasad                                 |
| 2                    | Zakir Hussain (1897–1969)            |                      | 13 mai 1962      | 12 mai 1967       | Sarvepalli Radhakrishnan                        |
| 3                    | Varahagiri Venkata Giri (1894–1980)  |                      | 13 mai 1967      | 3 mai 1969        | Zakir Hussain                                   |
| 4                    | Gopal Swarup Pathak (1896–1982)      |                      | 31 août 1969     | 30 août 1974      | Varahagiri Venkata Giri Fakhruddin Ali Ahmed    |
| 5                    | Basappa Danappa Jatti (1912–2002)    |                      | 31 août 1974     | 30 août 1979      | Fakhruddin Ali Ahmed Neelam Sanjiva Reddy       |
| 6                    | Mohammad Hidayatullah (1905–1992)    |                      | 31 août 1979     | 30 août 1984      | Neelam Sanjiva Reddy Giani Zail Singh           |
| 7                    | Ramaswamy Venkataraman (1910–2009)   |                      | 31 août 1984     | 24 juillet 1987   | Giani Zail Singh                                |
| 8                    | Shankar Dayal Sharma (1918–1999)     |                      | 3 septembre 1987 | 24 juillet 1992   | Ramaswamy Venkataraman                          |
| 9                    | Kocheril Raman Narayanan (1920–2005) |                      | 21 août 1992     | 24 juillet 1997   | Shankar Dayal Sharma                            |
| 10                   | Krishan Kant (1927–2002)             |                      | 21 août 1997     | 27 juillet 2002 † | Kocheril Raman Narayanan A. P. J. Abdul Kalam   |
| 11                   | Bhairon Singh Shekhawat (1923–2010)  |                      | 19 août 2002     | 21 juillet 2007   | A. P. J. Abdul Kalam                            |
| 12                   | Mohammad Hamid Ansari (né en 1937),  |                      | 11 août 2007     | 11 août 2017      | Pratibha Patil Pranab Mukherjee Ram Nath Kovind |
| 13                   | Venkaiah Naidu (né en 1949)          |                      | 11 août 2017     | 11 août 2022      | Ram Nath Kovind Droupadi Murmu                  |
| 14                   | Jagdeep Dhankhar (né en 1951)        |                      | 11 août 2022     | en fonction       | Droupadi Murmu                                  |

Notes
- † Mort en fonction